# Дьявол и десять заповедей
«Дьявол и десять заповедей» (фр. Le Diable et les Dix Commandements) — французский фильм Жюльена Дювивье 1962 года, состоящий из семи эпизодов-новелл, в которых снялись в главных ролях Фернандель, Луи де Фюнес, Ален Делон и другие звёзды французского кино.

## Сюжетная композиция фильма
Комедийные, драматические, трагикомические, мелодраматические, криминальные новеллы переплетаются в картине, образуя кинематографическую мозаику на религиозную тему. Десять библейских заповедей — и дьявольские искушения. Все новеллы сопровождают комментарии дьявола в виде змеи.
Новелла 1. «Не сквернословь»
- Автор сценария — Жюльен Дювивье
- Мишель Симон — Жером Шамбар
- Люсьен Бару — месье Гектор Трусселье
- Клод Нолье — настоятельница монастыря

Жером Шамбар занимается хозяйственными работами в женском монастыре Сент-Винсент де Поль. Он неизменно ругается, как извозчик, чем вызывает негодование настоятельницы. Никакие уговоры на него не действуют, и та собирается изгнать его из монастыря. Однако тут их посещает знаменитый епископ, и Жером узнаёт в нём своего друга детства. Епископ обещает простить Жерома и накладывает на него епитимию: тот должен выучить десять заповедей… Эти же персонажи появляются позже в седьмом, заключительном, эпизоде фильма.
Новелла 2. «Не прелюбодействуй»
- Автор сценария — Жюльен Дювивье и Морис Бесси
- Мишлин Прель — Мишлин Аллан
- Франсуаза Арнуль — Франсуаза Бофор
- Мел Феррер — Филипп Аллан
- Клод Дофен — Жорж Бофор

Франсуаза Бофор изменяет мужу с Филиппом Алланом ради роскошного ожерелья. Чтобы легализовать это приобретение, она разыгрывает комбинацию: прячет драгоценность в сумку с дешёвой бижутерией и оставляет её в камере хранения на вокзале. После чего сообщает мужу, что нашла багажную квитанцию и просит его взять по ней оставленный там предмет. Вечером она возвращается домой — и обнаруживает ожерелье на своей лучшей подруге — Мишлин Аллан, жене того, с кем она изменила мужу.
Новелла 3. «Не убий»
- По роману Давида Александра
- Шарль Азнавур — Денис Мокс, брат Катрины
- Лино Вентура — сутенёр Гариньи
- Морис Биро — Луи, инспектор полиции

Сестра семинариста Дениса Мокса кончает жизнь самоубийством из-за Гариньи, который принудил её к занятию проституцией. Денис отказывается от своего обета, чтобы отомстить за сестру и упрятать преступника за решётку. Подозревая, что тот может отделаться всего несколькими месяцами заключения в тюрьме, Денис решил пожертвовать собой — и в результате преступник совершает убийство перед самым приездом полиции и оказывается застигнутым на месте преступления.
Новелла 4. «Не сотвори себе кумира»
- Автор сценария — Жюльен Дювивье
- Фернандель — «Бог»
- Жермен Кержан — больная старушка
- Гастон Модо — «парализованный» дедушка Огюст

Бог является на ферму, творит там «чудо» («исцеляет» старого симулянта, который долгое время изображал из себя паралитика), успокаивает старую больную сварливую женщину, в результате чего та облегчённо отходит в мир иной, и совершает ряд других высоко божественных деяний. Благословив их на прощание, он радостно идёт по горной дороге, где его с вежливым почтением подбирают на машине санитары психиатрической лечебницы, из которой тот в очередной раз сбежал.
Новелла 5. «Почитай отца твоего и мать твою»
- Автор сценария — Морис Бесси
- Ален Делон — Пьер Мессаже
- Даниэль Дарьё — Кларисса Ардан
- Мадлен Робинсон — Жермен Мессаже
- Жорж Вильсон — Марсель Мессаже
- Доминик Патюрель — актёр

Молодой Пьер узнаёт, что его настоящая мать не Жермен, а знаменитая актриса Кларисса Ардан. Движимый любопытством, он приезжает из Нормандии в Париж, и посещает её в театральной раздевалке. Кларисса принимает Пьера за почитателя и ведёт себя с ним поначалу довольно раскованно. Когда же он раскрывает себя, она сообщает ему, что тот, кого он всю жизнь считал своим отцом (Марсель Мессаже), вовсе таковым не является… Пьер возвращается домой и с тех пор относится к своим, пусть и не биологическим, но по-настоящему его любящим родителям с повышенной чуткостью и вниманием.
Новелла 6. «Не укради»
- По новелле Ричарда Левинсона
- Жан-Клод Бриали — Дидье Марен, банковский служащий
- Луи де Фюнес — Антуан Вайян, грабитель
- Ноэль Роквер — инспектор полиции
- Жан Карме — работяга

Дидье Марен, банковский служащий, был уволен своим начальником. Он уже собрался покинуть своё рабочее место, но тут на него совершает налёт грабитель, которому тот с удовольствием вручает большую сумму денег. После этого, в результате организованной им комбинации, Дидье завладевает чемоданчиком с похищенным, но его ловит на улице тот самый грабитель… В конце концов они приходят к соглашению поделить добычу, но когда открывают чемоданчик, там оказывается колбаса и бутыль красного вина. Чемоданчик был случайно подменён каким-то работягой в кафе, куда Дидье перед этим заскочил. Работяга, собравшийся пообедать, поражён изобилием в чемоданчике банковских банкнот, и тут же на месте он арестован полицией.
Новелла 7. «Соблюдай день субботний»
- Автор сценария — Жюльен Дювивье
- Мишель Симон — Жером Шамбар
- Люсьен Бару — месье Гектор Трусселье

Здесь присутствуют те же персонажи, что и в первом эпизоде. Епископ приглашает Жерома на воскресную трапезу, друзья предаются ярким воспоминаниям детства, а вот текст десяти заповедей епископ тоже забыл.